# Kolleg Friedrich Nietzsche
Das Kolleg Friedrich Nietzsche der Klassik Stiftung Weimar ist eine geisteswissenschaftliche Institution, die sich der Initialisierung, Förderung und Verbreitung der kulturwissenschaftlichen, wissenschaftstheoretischen und philosophischen Reflexion der Gegenwart widmet. Es gehört institutionell zur Klassik Stiftung Weimar und hat seinen Hauptsitz in der Villa Silberblick in Weimar, dem ehemaligen Nietzsche-Archiv in der Humboldtstraße 36. Das Kolleg entstand nach dem Modell seines Pariser Kooperationspartners, dem Collège international de philosophie um Jacques Derrida und gilt als eine der renommiertesten Denkfabriken Deutschlands.

## Geschichte
Das Kolleg Friedrich Nietzsche wurde am 15. Oktober 1999 gegründet, dem 155. Geburtstag Friedrich Nietzsches – im Rahmen der Klassik Stiftung Weimar und im Raum der Bauhaus-Universität Weimar (Oberlichtsaal). Das Kolleg ist seitdem ansässig im Haus des ehemaligen Nietzsche-Archivs, dem letzten Wohnort Nietzsches nach seinem geistigen Zusammenbruch.
»Ich wohne nämlich in der Villa… von Nietzsche! Von da schreibe ich Dir jetzt. Ich habe ein herrliches Zimmer mit Veranda;
 von einer Seite aus blickt man auf Weimar und in den Garten, wo der kranke Nietzsche wohl spazieren gegangen ist. […]
 Es macht nichts, dass alles, was mit Nietzsche zu tun hat, verschwunden ist; der Ort ist trotzdem heilig.«

(Mazzino Montinari an Giorgio Colli im April 1961)
Am Anfang stand 1993 eine von Rüdiger Schmidt-Grépály veranstaltete Gedenktagung für Mazzino Montinari. Dieser hatte in den sechziger Jahren in Weimar im Nietzsche-Archiv gelebt und (zusammen mit Giorgio Colli) die erste historisch-kritische Nietzsche-Edition ohne Entstellungen und Fälschungen erarbeitet, die heutzutage den wissenschaftlichen Standard darstellt. Vis-à-vis einer DDR, in der Nietzsche bis zuletzt als Unperson galt, zeigte Montinari als Mitglied der vom sowjetischen Modell distanzierten Kommunistischen Partei Italiens, was Freiheit der Andersdenkenden heißt. So fanden in den Jahren 1993 bis 1995 acht internationale Tagungen unter dem Motto »Entdecken und verraten« statt, die Weimar als Ort internationaler Nietzsche-Forschung etablierten. Die Weite des Horizonts spiegelte sich in Veranstaltungen wie Vom Segen der Krankheit – Zur Nietzsche-Rezeption in Medizin, Psychologie und Psychoanalyse (1997), Nicht-Krieg – Zwischen Krieg und Frieden (2007), Medien und Macht (2008) oder Nicht-Arbeit (2009) wider. Der Gründung des Nietzsche-Forums innerhalb der Klassik-Stiftung Weimar 1996, zu dessen Tagungen Wissenschaftler aus fast allen europäischen Ländern kamen, folgte die Gründung des Nietzsche-Kollegs 1999.
2009 feierte das Kolleg in einer viertägigen Festveranstaltung zum Thema Anmerkungen zur Geistigen Situation unserer Zeit sein zehntes Jubiläum u. a. mit Hans Ulrich Gumbrecht und Julian Nida-Rümelin. Im Januar 2010 erhielt das Kolleg vom Oberbürgermeister der Stadt Weimar, Stefan Wolf, die Auszeichnung »Weimar – Ort der Vielfalt«, und im Februar stellte sich der neu gegründete Verein der Fellows des Kollegs Friedrich Nietzsche e. V. mit einer Lesung sowie einer Pressekonferenz der Öffentlichkeit vor. Seit 2000 ist das Kolleg Kooperationspartner der Fakultät Medien der Bauhaus-Universität Weimar und seit 2010 auch des Instituts für Philosophie der Friedrich-Schiller-Universität Jena.

## Leitung
Der Leiter des Kollegs Friedrich Nietzsche der Klassik Stiftung Weimar und zugleich sein Gründer ist  Rüdiger Schmidt-Grépály. Aus seiner Tätigkeit als freier Mitarbeiter der Stiftung Weimarer Klassik (seit 1993) ging im Oktober 1999 die Gründung des Kollegs Friedrich Nietzsche hervor.
Für seine Initiative zur Gründung und zum Aufbau des Kollegs erhielt er 2002 den „Premio Internazionale Federico Nietzsche“ der „Associazione Internazionale di Studi e Ricerche Federico Nietzsche“ (Palermo, Italien). Rüdiger Schmidt-Grépály hat intensiv zum Werk Nietzsches geforscht und publiziert (u. a. bei Mazzino Montinari in Florenz), wobei er sich zugleich für eine Vermittlung der wissenschaftlichen Arbeit Nietzsches als „Leitfigur“ der Moderne an eine breitere, interessierte Öffentlichkeit engagiert.

## Programm
Das Kolleg versucht mit seinem institutionellen Selbstverständnis an Offenheit, Vielschichtigkeit, intellektuelle Redlichkeit und Streitbarkeit als Eigenschaften von Nietzsches Philosophie anzuknüpfen. Inspiriert vom Denken des Philosophen und dessen problematischer wie faszinierender europäischer Wirkungsgeschichte versteht sich das Kolleg als produktiver und kreativer Ort des Diskurses zeitgenössischer Probleme von Mensch und Gesellschaft.
Weiterhin beschäftigt sich das Kolleg mit allgemeinen Fragen der deutschen Kultur- und Geistesgeschichte im 19. und 20. Jahrhundert, veranstaltet dazu Kolloquien, regt Publikationen und Forschungsprojekte an und unterstützt Vorhaben zu diesen Themen von anderen Veranstaltern. In Kooperation mit den Instituten der Klassik Stiftung Weimar gehört die organisatorische, methodische und intellektuelle Ausrichtung eines solchen Schwerpunktes auch zu den Aufgaben des Kollegs.
Daneben existieren Bemühungen, die Geschichte des historischen Nietzsche-Archivs kultur- und philosophiegeschichtlich wissenschaftlich zu rekonstruieren. In diesem Rahmen wurden bereits die „Schreibmaschinentexte“ von Nietzsche herausgegeben.
Das Kolleg Friedrich Nietzsche sieht sich, um ein Wort des Fellows Dieter Henrich aufzugreifen, als ein intellektueller Konzentrations- und Kreuzungspunkt, in dessen Zentrum auf der einen Seite die kritische Gegenwartsreflexion, auf der anderen Seite die produktive Erkundung von Grund und Zukunft stehen soll. So hat das Kolleg Denkerinnen und Denker unterschiedlicher nationaler, theoretischer und philosophischer Herkunft zu einer übergeordneten Vorlesungsreihe »Vom Denken der Welt« eingeladen.
Einen besonderen Programmpunkt bildet außerdem das philosophische Festival Weimar denkt, das seit 2009 alle zwei Jahre im Herzen Weimars stattfindet und versucht, die Philosophie für ein breiteres Publikum zu öffnen.

## Fellowships
Fellows können Wissenschaftler ebenso wie Intellektuelle, Schriftsteller, Publizisten oder Künstler werden. Dabei spielt die eventuelle akademische Graduierung nicht die wichtigste Rolle bei der Auswahl des Fellows, sondern Kriterien wie intellektuelle und ästhetische Produktivität und Originalität. Zu unterscheiden sind „Fellows“ (auch „Großfellows“), die jeweils für einige Vorlesungen, Seminarstunden oder Workshops nach Weimar eingeladen werden und den „Fellows in residence“, die für mehrere Wochen oder Monate als Gäste des Kollegs im ehemaligen Wohnhaus Nietzsches leben und arbeiten. Ziel beider Arten von Fellowship ist es, aktuelle politische, kulturelle und wissenschaftliche Debatten in der Weimarer Öffentlichkeit zu präsentieren und somit intellektuelle Impulse in die Wissenschaftslandschaft zu geben. Insbesondere die Fellows in residence sollen für die Dauer ihres Aufenthaltes in die lokalen Netzwerke der scientific community systematisch integriert werden. 2010 wurde in Kooperation mit dem Institut für Philosophie der Friedrich-Schiller-Universität Jena ein Promotionsfellowship vergeben.

### Die Distinguished Fellows des Kollegs Friedrich Nietzsche
- Gianni Vattimo
- Peter Sloterdijk
- Slavoj Žižek
- Ernst Tugendhat
- Jean Baudrillard
- Ágnes Heller
- Klaus Theweleit
- Eveline Goodman-Thau
- Julian Nida-Rümelin
- Dieter Henrich
- Michael Hardt
- Giorgio Agamben
- Bazon Brock
- Boyan Manchev
- Ryôsuke Ôhashi
- Wolfgang Welsch

### Die Fellows in residence des Kollegs Friedrich Nietzsche
Babette Babich, Matthias Bormuth, Steffen Dietzsch, Ulrike Eichler, Hanna Engelmeier, Daniel von Fromberg, Bettina Funcke, Gunnar Decker, Jörg Gleiter, Henning Hahn, Heike Hanada, Anne von der Heiden, Dai Hui, Reinhold Jaretzky, Tom Kehrbaum, Duncan Large, Harry Lehmann, Mario Marino, Tracie Matysik, Michael Mayer, Łukasz Musiał, Peter Peinzger, Tommaso Pierini, Marina Sawall, Martin Jörg Schäfer, Donata Schoeller, Martin Schüler, Tove Soiland, Erna Strnisa, Udo Tietz, Martin Vialon, Susanne Wagner, Martin G. Weiss, Johannes Weiß, Stefan Wilke, Claudia Wirsing, Ernest Zenko, Jörg Zimmer

## Schriften aus dem Kolleg Friedrich Nietzsche
Im Verlag der Bauhaus-Universität Weimar erscheint seit 2005 die Reihe »Schriften aus dem Kolleg Friedrich Nietzsche«, herausgegeben von Rüdiger Schmidt-Grépály. Bislang erschienen:
- Selbstachtung oder Anerkennung. Hrsg. von Henning Hahn. Weimar 2005.
- Grenzen des Denkens – Zwölf Gespräche zwischen den Disziplinen Philosophie, Theologie, Medizin, Psychiatrie, Germanistik, Neurophysiologie, Kunst, Medienwissenschaft. Hrsg. von Donata Schoeller u. Matthias Michel. Unter Mitarbeit von Inga von Staden. Weimar 2007.
- Hegel und Nietzsche. Eine philosophisch-literarische Begegnung. Hrsg. von Klaus Vieweg u. Richard T. Gray. Weimar 2007.
- Jean Baudrillard: Das Ereignis. Weimar 2007.
- Babette Babich: »Eines Gottes Glück voller Macht und Liebe« – Beiträge zu Nietzsche, Hölderlin, Heidegger. Weimar 2009.
- Duncan Large: Nietzsches Renaissance-Gestalten. Shakespeare, Kopernikus, Luther. Weimar 2009.
- Auf Nietzsches Balkon. Fellows in residence des Kollegs Friedrich Nietzsche. Hrsg. von Rüdiger Schmidt-Grépály unter Mitarbeit von Marina Sawall. Weimar 2009.
- Bibliographie des Kollegs Friedrich Nietzsche 1993–2009. Hrsg. von Marina Sawall. Weimar 2009.
- »Die Glücklichen sind neugierig« – Zehn Jahre Kolleg Friedrich Nietzsche. Hrsg. von Julia Wagner u. Stefan Wilke. Weimar 2009.
- Nicht-Arbeit. Politiken, Konzepte, Ästhetiken. Hrsg. von Jörn Etzold u. Martin Jörg Schäfer. Weimar 2010.
- Moderne und Historizität. Hrsg. von Stefan Wilke. Weimar 2011.
- Universalismus. Hrsg. von Klaus Vieweg. Weimar 2011.
- Naturästhetik interkulturell. Ausgehend von der ästhetischen Kulturfiguration in Japan. Hrsg. von Ryôsuke Ôhashi. Weimar 2011.
- Auf Nietzsches Balkon 2. Philosophische Beiträge aus der Villa Silberblick. Hrsg. von Claudia Wirsing. Weimar 2012.
- Die Neugier des Glücklichen. Eine Festschrift für den Gründer des Kollegs Friedrich Nietzsche. Mit Beiträgen von Ágnes Heller, Gianni Vattimo, Peter Sloterdijk u. a. Hrsg. von Bert-Christoph Streckhardt. Weimar, 2012.
- Der Ausnahmezustand als Regel. Eine Bilanz der Kritischen Theorie. Mit Beiträgen von Christa und Peter Bürger, Rolf Wiggershaus, Martin Jay, Wolfgang Kraushaar, Alfred Schmidt, Christoph Menke, Martin Seel, Axel Honneth, Oskar Negt, Albrecht Wellmer und Sigrid Weigel. Hrsg. von Jan Urbich, Claudia Wirsing und Rüdiger Schmidt-Grépály. Weimar, 2013.

Im Kontext der Vorlesungen in Weimar entstanden zudem zahlreiche weitere Bände und Beiträge seitens der Fellows des Kollegs.

## Kooperations- und Projektpartner (Auswahl)
- ACC Galerie
- Bauhaus-Universität Weimar
- Collège International de Philosophie, Paris
- Deutsches Literaturarchiv Marbach
- Ernst-Abbe-Stiftung
- Friedrich-Schiller-Universität Jena
- Galerie Eigenheim
- Gaswerk Projekt- und Designwerkstatt
- German Stanford Alumni
- gGmbH Collegium »FRIEDRICH NIETZSCHE«
- Hermann-Cohen-Akademie für Religion, Wissenschaft und Kunst
- Institut für Philosophie der Akademie der Wissenschaften der Tschechischen Republik
- Kultur Schloss Ettersburg
- Kunstfest Weimar »pèlerinages«
- Netzwerk »Laboratorium Aufklärung«
- Nietzsche Source (ehem. Association HyperNietzsche) der École normale supérieure in Paris[12]
- Pacownia Pytań Granicznych/Werkstatt der Grenzfragen der Adam-Mickiewicz-Universität Poznań/Polen
- Stadt Weimar
- Stiftung Gedenkstätten Buchenwald und Mittelbau-Dora
- Tel-Aviv University
- Universität Erfurt
- Verein der Fellows des Kollegs Friedrich Nietzsche